# Shaxi (köpinghuvudort i Kina, Zhejiang Sheng, lat 29,52, long 121,13)
Shaxi (kinesiska: 沙溪, 沙溪镇) är en köpinghuvudort i Kina. Den ligger i provinsen Zhejiang, i den östra delen av landet, omkring 120 kilometer sydost om provinshuvudstaden Hangzhou. Antalet invånare är 8 174. Befolkningen består av 3 861 kvinnor och 4 313 män. Barn under 15 år utgör 10,0 %, vuxna 15-64 år 70 %, och äldre över 65 år 18,0 %.
Runt Shaxi är det tätbefolkat, med 331 invånare per kvadratkilometer. Närmaste större samhälle är Dashiju, 12,0 km sydväst om Shaxi. I omgivningarna runt Shaxi växer i huvudsak blandskog.
Genomsnittlig årsnederbörd är 2 140 millimeter. Den regnigaste månaden är augusti, med i genomsnitt 364 mm nederbörd, och den torraste är januari, med 70 mm nederbörd.